# Ільїн Олександр Борисович
Олекса́ндр Бори́сович Ільї́н (нар. 1920 року, Кропивницький — пом. 22 жовтня 1993 року, там же) — радянський реставратор і колекціонер, власник однієї з найбільших в Європі колекцій цінних книг, зразків живопису, ікон, гравюр, скульптур, предметів китайської порцеляни, старовинної бронзи, меблів, посуду, зброї, самоварів, кам'яних сокир .

## Біографія
Олександр Ільїн народився у дворянсько-пролетарській сім'ї колекціонерів. Батько — син власника мідноливарної майстерні, мати — спадкова дворянка. У дитинстві дід з батьком навчили його реставруванню книжок. 1941 року вступив до Московського інституту, після початку  Німецько-радянської війни, за неофіційними даними, обміняв одну з раритетних книжок в обмін на «білий квиток» у лікаря. 1944 року Ільїна було засуджено за групову крадіжку, вирок мав бути жорстоким: смертна кара, або п'ятнадцять років ув'язнення. Але хлопця засуджують лише до трьох років, з яких він відсидів тільки чотири місяці. Його почали підозрювати у співпраці з НКВС, який формував мережу інформаторів серед колекціонерів.
1945 року Ільїн став працювати реставратором у Києво-Печерській лаврі. Свою роботу просив оплачувати не грішми, а книжками з бібліотеки. За розповідями одного з друзів, Олександр Ільїн виносив книжки з лаври під піджаком. 1961 року лавру закрили, і Ільїн переїхав до Кропивницького, куди перевіз два контейнери книг та церковних речей, за його словами він це зробив на прохання ченців, які не хотіли, щоб цінні речі дістались невіруючим людям .
У Кропивницькому Ільїн влаштувався на роботу електриком. Жив він на вул. Урожайній у будинку, дружини та дітей не мав. У місті був відомий серед колекціонерів, краєзнавців, співробітників музеїв та картинної галереї, які знали, чим займається звичайний електрик. У себе вдома він зберігав величезну колекцію дорогоцінних книг, стародавніх ікон, виробів із золота та срібла. З часом деякі книжки почали псуватись через вологу, адже будинок опалювався невеличкою піччю, тому в будівлі, яка почала занепадати, завжди було сиро .
Після смерті Ільїна його колекцію було перевезено до обласного краєзнавчого музею. Понад 6000 книг до бібліотеки ім. Чижевського. Причина — «відсутність спадкоємців», племінники колекціонера так і не довели свої права на володіння колекції дядька. 

## Колекція
Серед усіх експонатів колекції слід виділити наступні:
- Чотиритомник «Царская охота», над яким працювали Олександр Бенуа, Ілля Рєпін[3]
- Біблія Івана Федорова[3]
- Рукописи Олександра Пушкіна, Миколи Гоголя[4]
- Особиста біблія Катерини II[4]
- Телескопи Галілео Галілея та Карла Цейса[4]